# ジャン・リカルドゥー
ジャン・リカルドゥー（Jean Ricardou、1932年6月17日 - 2016年7月23日）は、フランスの小説家、文学・言語理論家。フィリップ・ソレルスを中心とするテル・ケル、アラン・ロブ＝グリエに代表されるヌーヴォー・ロマンの2つの前衛文学運動に関わり、とりわけ、ヌーヴォー・ロマンの理論家として知られる。毎年夏にスリジー＝ラ＝サル国際文化センターで開催される国際シンポジウムを主宰し、1988年から27年にわたって独自の「テクスティック」概念に基づくセミナーを担当した。

## 生涯

### 背景
1932年6月17日、南仏アルプ＝マリティーム県カンヌに生まれる。1950年にバカロレアを取得し、1951年にパリ師範学校（小学校教員養成学校）に入学。1953年に初等教育教員資格証書を取得し、パリ郊外サン＝ドニの小学校で3年間、教鞭を執った。
学生時代に出会ったジャン・チボードーとは、この後1950年代後半にドミニク・ド・ルーが創刊した『カイエ・ド・レルヌ』誌（ルーが1961年に創設したレルヌ出版社の前身）、および、1960年代以降はフィリップ・ソレルスとジャン＝エデルン・アリエが創刊した『テル・ケル』誌において活動を共にすることになる。

### ロブ＝グリエとの出会い
1955年にアラン・ロブ＝グリエのヌーヴォー・ロマンの作品『覗くひと』に出会ったことが重要な転機となった。『覗くひと』はロブ＝グリエの第3作だが、1949年に執筆された処女作『弑逆者』はある大手出版社に拒否され、1953年の『クリティック (批判)』誌（1946年にジョルジュ・バタイユが創刊、深夜叢書刊）にサミュエル・ベケットの『ゴドーを待ちながら』の書評を掲載したのを機に、1953年に深夜叢書からヌーヴォー・ロマンの先駆けとされる処女作『消しゴム』を発表。ロラン・バルトに絶賛され、翌1954年末から深夜叢書の文芸顧問を務めていた。以後、クロード・シモンの『風』（1957年）以降の作品、ミシェル・ビュトールの処女作『ミラノ通り』（1954年）から『時間割』（1956年）、『心変わり』（1957年）がすべて深夜叢書から刊行されることになるが、リカルドゥーが『覗くひと』に興味を持ったのは、「理解不能」と書かれたほんの10行ほどの書評を読んだときであった。リカルドゥーはこれを機に、深夜叢書刊行のシモン、ビュトールらの小説を読み、1958年にロブ＝グリエに手紙を書いて会う機会を得た。

### ソレルスとの出会い - テル・ケル
さらにロブ＝グリエを介して若手作家のフィリップ・ソレルス（24歳）に出会い、彼がジャン＝エデルン・アリエとともに1960年に創刊した前衛文学雑誌『テル・ケル』および叢書（スイユ出版社刊）に参加し、1961年春号（第5号）に「ストリップ・ティーズの描写」を寄稿。1962年にはソレルス、リカルドゥー、チボードー、作家・哲学者のジャン＝ピエール・ファイユ、作家・美術評論家のマルスラン・プレネ、ダンテの研究者ジャクリーヌ・リセ、小説家・写真家のドゥニ・ロッシュによって新編集委員会が結成された。『テル・ケル』誌は1982年に終刊となり、ソレルスを中心とする編集部は新たに『ランフィニ』誌を創刊することになるが、主な寄稿者であるロラン・バルト、フランシス・ポンジュ、ジャック・デリダ、ミシェル・フーコー、ジャック・ラカンらほか、当初はロブ＝グリエ、ビュトール、ナタリー・サロートらヌーヴォー・ロマンの作家も参加していた。
『テル・ケル』誌はまもなくフランス共産党を批判し、毛沢東主義を支持したことで内部対立が生じ、一部の寄稿者が脱会した。リカルドゥーの代表作『ヌーヴォー・ロマンの諸問題』（1967年）と『ヌーヴォー・ロマンの理論のために』（1971年）はいずれもスイユ社のテル・ケル叢書として刊行されたが、彼はこれ以後、テル・ケル派から離れ、独自の活動に専念することになる（後述）。

### ヌーヴォー・ロマンの理論
深夜叢書のロブ＝グリエ、スイユ社テル・ケル叢書のソレルスとの活動を通じて、他の雑誌にも寄稿するようになり、『クリティック』誌にクロード・シモンの『フランドルへの道』に関する評論（文学理論）「崩壊における秩序」やクロード・オリエの『治安維持』に関する「描写の冒険と災難」、『新フランス評論』（ジャン・ポーラン、マルセル・アルラン共同編集）に「アラン・ロブ＝グリエの描写と意識下」やビュトールの『目録』、『段階』に関する「小説と段階」などを寄稿した（『ヌーヴォー・ロマンの諸問題』所収）。
1961年にはヌーヴォー・ロマンの影響を受けた処女作『カンヌ展望台（L'Observatoire de Cannes）』を深夜叢書から発表し、同社刊行の『メディアシオン（媒介）』誌（季刊）の編集委員に就任した。「現代表現の雑誌」を副題とする同誌もまた前衛文学雑誌であり、わずか7号で1964年に終刊となったが、寄稿者はロブ＝グリエ、ビュトール、シモン、バルト、ファイユ、ポンジュら『テル・ケル』誌の寄稿者がかなり参加しており、リカルドゥーもソレルスのメディシス賞受賞作『公園』の書評（『ヌーヴォー・ロマンの諸問題』所収）を第4号に、ロブ＝グリエの『弑逆者』（当時未刊行）の書評を第5号に掲載するなど、テル・ケルとヌーヴォー・ロマンという2つの前衛文学に同時に関わっていた。
リカルドゥーはこのほか、ジョルジュ・ランブリクスが1967年に創刊した『カイエ・デュ・シュマン』（ビュトール、ル・クレジオらが寄稿）、モーリス・ナドーが1953年に創刊した『レットル・ヌーヴェル』誌（創刊当初ロラン・バルトの『現代社会の神話』所収の随筆を掲載）、ナチス・ドイツ占領下にジャン・ポーランとジャック・ドクールによって創刊、地下出版され、当時ルイ・アラゴンが編集長を務めていた『レットル・フランセーズ』誌、1970年にジェラール・ジュネットとツヴェタン・トドロフが創刊した『ポエティック』誌など新傾向の作品や理論を紹介する雑誌に書評を含む多くの論文を発表し、テル・ケルやヌーヴォー・ロマンの作家のほか、プルースト、フローベール、ヴァレリー、マラルメ、レーモン・ルーセル、哲学者ガストン・バシュラール、米国ゴシック小説のポー、同時代ではボルヘスの作品を紹介し、また、これらの作家の研究から、リカルドゥーの文学理論が生まれることになった。1967年と1971年にテル・ケル叢書として刊行された『ヌーヴォー・ロマンの諸問題』と『ヌーヴォー・ロマンの理論のために』は、これらの論文をまとめて編纂したものである。
1964年から、毎年夏にノルマンディー地方マンシュ県のスリジー＝ラ＝サルにある国際文化センターで開催される国際シンポジウム（通称「スリジー・シンポジウム」）に参加した。これは、哲学者ポール・デジャルダンが政教分離法成立（1905年）後まもなくして購入したポンティニー修道院で毎年夏に10日間開催した「ポンティニー旬日懇話会」を受け継ぐ企画として、現在も世界中から知識人が集まっているが、リカルドゥーはクロード・シモンの勧めで、彼の代理として「現代小説における時の諸相」と題する発表を行い（改題し『ヌーヴォー・ロマンの諸問題』所収）、以後、毎年スリジー・シンポジウムに参加し、やがてプログラム作成から論集編纂を含むシンポジウム主宰者の一人として活躍した。
同じ1964年に作家、哲学者ら6人による討論会「文学に何ができるか」に参加した。作家アンリ・バルビュスが第一次大戦後に立ち上げた社会主義的な国際平和運動「クラルテ」に因んで命名された『クラルテ』紙主催で、リカルドゥー、ボーヴォワール、サルトル、ホルヘ・センプルン、ジャン＝ピエール・ファイユ、イヴ・ベルジェの6人が参加した。リカルドゥーはここで、サルトルが『シチュアシオン』第2巻の「文学とは何か」で提示した文学論、特に作家の政治的・社会的関与（アンガジュマン）を批判し、「純粋な」文学（ヌーヴォー・ロマン）の理論を発展させる契機となった。この立場は、1971年刊行の『ヌーヴォー・ロマンの理論のために』において明確に示され、リカルドゥーは、詩と区別される小説の言葉は「意味を運ぶ道具」であるとするサルトルの言語観は、言葉を「役に立つ功利的なもの」として「貧困化」するものであり、道具としてではなく「素材」として、すなわち、組成を変えることや変形することができるものとして言語を捉えるべきであるとした（『ヌーヴォー・ロマンの理論のために』）。
1965年に小説第2作『コンスタンティノープル占領』が深夜叢書から出版され、35歳以下の若手作家・芸術家に与えられるフェネオン賞を受賞した。

### 内部対立、アカデミズムとの対立
1966年にアカデミズムからの批判に対する反撃としてテル・ケルが主催した討論会「蒙昧主義と闘う（Contre l'obscurantisme）」にソレルス、チボードー、ファイユ、バルト、作家ジャン＝ルイ・ボードリー、美学・美術史専門の哲学者ユベール・ダミッシュとともに参加した。
1968年、ソレルスとの意見対立により1967年に編集委員を辞任したファイユが雑誌『シャンジュ（変化）』を創設し、5月18日にファイユ、サロートらが五月革命の学生運動の一環としてソルボンヌ大学の学生・作家行動委員会（CAEE）の結成に参加。さらに5月21日にはバルザック、ユーゴー、アレクサンドル・デュマ、ジョルジュ・サンドによって1838年に創設された権威ある文学者協会の拠点「マッサ邸（Hôtel de Massa）」（パリ14区）を占拠し、「文壇の既存秩序に異議を唱える」ために作家同盟（Union des Écrivains）を結成した。リカルドゥーはチボードーとともにテル・ケルを代表して作家同盟の会議に参加したが、政治的展望について作家同盟と意見が対立し、二人とも決議に参加せずに退場した。
1970年4月にストラスブール大学で開催されたシンポジウム「1945年以降のフランス小説の傾向と技法」、およびリカルドゥーが主宰した翌1971年のスリジー・シンポジウム「ヌーヴォー・ロマン、昨日、今日」はヌーヴォー・ロマンの理論的総括の試みであり、同時にまた対立を浮き彫りにすることにもなった。小説家、理論家、大学教員が多数参加したこれらのシンポジウムでは、ヌーヴォー・ロマンの小説家（ロブ＝グリエ、サロート、ビュトール、シモン、オリエ、リカルドゥーら）が、「ヌーヴォー・ロマンの社会学」としてその「政治的意義」を論じる研究者や、ヌーヴォー・ロマンの基準や規範を打ち立てようとする理論家、あるいはヌーヴォー・ロマンを一つの流派や運動として文学史のなかに位置づけようとする試みに反対し、そのような文脈から独立した「テクストを生み出す」行為として自らの創作を定義しようとした。リカルドゥーはこうした「内部爆発」について、ヌーヴォー・ロマンは文学グループや流派ではなく（ロブ＝グリエをもじった）「ロボ・グリエ（ショートしたロボット）」という「部隊」だとし、ロブ＝グリエに従うロボットであり、しかもショートして爆発したロボットであると自嘲を込めて表現した。

### テクスティック
1970年代以降はスリジー・シンポジウムを中心に活動を展開する一方で、パリ第1大学、ケベック州のラヴァル大学、ケベック大学シクティミ校での講義、オーストラリア（シドニー、ブリスベン、キャンベラ）、ウェイン州立大学（デトロイト）での講演会、フランス国内で行われたニューヨーク大学、コロンビア大学、ケース・ウェスタン・リザーブ大学（オハイオ州）の学生向けの夏季講座などを担当した。
1984年から1986年まで毎年、1983年にジャック・デリダ、フランソワ・シャトレ、ジャン＝ピエール・ファイユ、ドミニック・ルクールが高等教育制度から独立した開かれた哲学のために設立した国際哲学コレージュで1週間のセミナーを担当し、ここで、「テクスティック（Textique）」の概念を提唱。これは、ヌーヴォー・ロマンの理論をさらに発展させ、書く行為（エクリチュール）と書かれたもの（エクリ）を段階的に統合する試みであり、以後、リカルドゥーはアカデミズムを離れて研究活動を行い、彼が主宰するスリジー・シンポジウムもテクスティックに関するセミナーが中心となった。
テクスティック・セミナーは1988年から2015年まで計27回行われ、2016年8月にも「テクスティック - 読む行為についての新たな問題」と題するセミナーが行われる予定であったが、直前の7月23日、夏の休暇で訪れた故郷カンヌで84歳で死去した。
テクスティック・セミナーの記録は、ベルギーで創設された出版社レ・ザンプレシオン・ヌーヴェルから刊行され、リカルドゥーの全集も同社から刊行されている。

## 著書

### 小説
- L’Observatoire de Cannes (カンヌ展望台), Minuit, 1961
- La Prise de Constantinople (コンスタンティノープル占領), Minuit, 1965 - フェネオン賞
- Les Lieux-dits, petit guide d’un voyage dans le livre (名所 - 本の中の旅の案内), Gallimard, 1969 (再版：UGE, Collection « 10/18 », 1972)
- Révolutions minuscules (ささやかな革命), Gallimard, Collection « Le Chemin », 1971 (再版：Révélations minuscules, en guise de préface, à la gloire de Jean Paulhan (「ジャン・ポーランに捧げる序文としてのささやかな革命」増補新版), Les Impressions Nouvelles, 1988)
- Le théâtre des métamorphoses (変身劇), Seuil, Collection « Fiction & Cie », 1982
- La Cathédrale de Sens (意味の大聖堂), Les Impressions Nouvelles, 1988

### 理論
- Problèmes du Nouveau roman, Seuil, Collection « Tel Quel », 1967
  - 『言葉と小説 - ヌーヴォー・ロマンの諸問題』野村英夫訳、紀伊国屋書店（現代文芸評論叢書）1969年
- Pour une théorie du Nouveau roman, Seuil, Collection « Tel Quel », 1971
  - 『小説のテクスト - ヌーヴォー・ロマンの理論のために』野村英夫訳、紀伊国屋書店（現代文芸評論叢書）1974年
- Le Nouveau roman (ヌーヴォー・ロマン), Seuil, Collection « Écrivains de toujours », 1973 (再版：Les raisons de l’ensemble (「共にあることの理由」増補新版), Points, 1990)
- Nouveaux problèmes du roman (小説（ロマン）の新たな（ヌーヴォー）問題), Seuil, Collection « Poétique », 1978
- Une Maladie chronique (慢性病), Les Impressions Nouvelles, 1989
- TEXTICA 2 : Intelligibilité structurale du trait (テクスティカ 2 - 線の構造的な理解可能性), Bruxelles, Les Impressions Nouvelles, 2012
- TEXTICA 3 : Grivèlerie (テクスティカ 3 - 無銭飲食), Les Impressions Nouvelles, 2012

### 共著
- Que peut la littérature ? - Interventions de Simone de Beauvoir, Yves Berger, Jean-Pierre Faye, Jean Ricardou, Jean-Paul Sartre, Jorge Semprun, UGE, Collection « 10/18 », 1965
  - 『文学は何ができるか』平井啓之訳、弘文堂、1966年 -『クラルテ』紙主催による、シモーヌ・ド・ボーヴォワール、イヴ・ベルジェ、ジャン＝ピエール・ファイユ、ジャン・リカルドゥー、ジャン＝ポール・サルトル、ホルヘ・センプルンの6人の討論の記録の翻訳、イヴ・ビュアン（フランス語版）による緒言
- Nouveau roman : hier, aujourd’hui (ヌーヴォー・ロマン - 昨日、今日), UGE, Collection « 10/18 », 1972（全2巻、フランソワーズ・ヴァン・ロソム＝ギュヨン共同監修）- 第1巻はクロード・シモン、ナタリー・サロート、ミシェル・ビュトール、アラン・ロブ＝グリエ、ロベール・パンジェ、クロード・オリエ共著。
- Claude Simon : analyse, théorie (クロード・シモン - 分析、理論) (Colloque de Cerisy-la-Salle), UGE, Collection « 10/18 », 1975（監修）
- Lire Claude Simon (クロード・シモンを読む), Les Impressions Nouvelles, 1986（監修）
- Robbe-Grillet : analyse, théorie (ロブ＝グリエ - 分析、理論) (Colloque de Cerisy-la-Salle), UGE, Collection « 10/18 », 1976（全2巻、監修）
- Problèmes actuels de la lecture (読む行為の現在の問題) (Colloque de Cerisy-la-Salle), Clancier-Guénaud, Collection « Bibliothèque des signes », 1982（Lucien Dällenbach共同監修）